# Comtat d'Empúries
El comtat d'Empúries fou un dels comtats catalans que es constituí en el territori de la Gòtia, que alguns cronistes francs del segle ix denominaren marca hispànica. S'estenia per la plana de l'Empordà. Comprenia la seva franja litoral des de la serra de l'Albera fins més al sud del Ter, i era limitat pels comtats de Rosselló, Besalú i Girona. El sector septentrional corresponia a l'antic pagus de Peralada i el meridional al pagus d'Empúries.

## Orígens
Conquerides les terres gironines el 785, els pagus de Peralada i Empúries van quedar inicialment sota l'autoritat del comte de Girona.
Les primeres notícies que es tenen del comtat daten del 812. Aquest va estar caracteritzat des dels seus inicis per una forta inclinació marinera. Malgrat que entre els segles vii i xiii la Mediterrània estava sota el poder islàmic, les esquadres emporitanes van contestar en repetides ocasions el domini musulmà.

## Domini franc (segleix)
El primer comte titular d'Empúries, en què s'incloïa el pagus de Peralada, fou Ermenguer cap al 813, probablement autòcton. Cap al 817, va passar a Gaucelm del Rosselló, unint-se ambdós territoris. El 832, al temps de la intromissió franca, passà a formar part dels territoris governats per Berenguer de Tolosa. A la seva mort (835), el territori de Rosselló-Empúries passà al comte Sunyer I, possible fill de Bel·ló de Carcassona.
Vers el 842 o el 843, Argila, fill de Berà, i el gendre d'aquest, Alaric I, s'emparà efímerament del comtat en lluita amb Sunyer I, el comte legítim nomenat pel rei franc Lluís I el Pietós.
Cap al 848, el rei Carles II el Calb confià aquests comtats (inclosos en un gran lot de comtats marítims, com els de Barcelona, Narbona i altres de satèl·lits fins al Roine) a Aleran i el seu adjunt Isembard, i posteriorment a Odalric. El 848, Guillem de Septimània, fill de Bernat de Septimània, ocupà el comtat, però el 850 morí i passà a comtes nomenats per l'emperador fins que el 858, amb els altres comtats, fou pres a Odalric i donat a Unifred, duc de Gòtia, que també en fou desposseït el 862, i el territori d'Empúries, ara ja com a comtat específic, fou confiat per Carles el Calb a Sunyer II i al seu germà Delà (dependent del primer). Sunyer i Delà eren probablement fills de Sunyer I, i llur cas és el primer de govern comtal plural en indivís de les terres catalanes.
L'any 891, les naus d'Empúries van emprendre una de les expedicions més agosarades contra el domini musulmà. Una flota de quinze vaixells comandada pel comte Sunyer II va atacar la població de Petxina –prop de l'actual ciutat d'Almeria– des d'on els musulmans controlaven el comerç marítim de la Mediterrània occidental, i acabà tot amb una treva. Uns quants anys més tard, sota el califat d'Abd-ar-Rahman III, els musulmans van atacar Castelló d'Empúries. La batalla va ser desfavorable per als emporitans: les seves naus foren incendiades i les infraestructures portuàries arrasades. A partir d'aquell moment, la flota emporitana, tot i que continuà sent una de les més poderoses, va perdre bona part de la seva capacitat anterior.

## Independència del Regne de França
El 895, a la mort de Miró el Vell, germà de Guifré el Pilós, Sunyer II obtingué el comtat de Rosselló i refeu, així, una unitat de govern que havia de durar gairebé un segle. Sunyer II és el que veritablement consolida el comtat, que havia absorbit el pagus de Toló o Peralada, damunt el Fluvià, que inicialment no tingué entitat política pròpia, però que mantingué sempre una certa consideració a part. Així, els territoris de Sunyer restaren constituïts per una franja litoral des de les Corberes i els estanys de Salses fins a les Gavarres. Sunyer instaurà una dinastia autòctona, i amb aquesta, una etapa de prosperitat.
A partir del 859, aproximadament, la seu del comtat deixà de ser Empúries, desfeta, sembla, per les incursions normandes, bé que Gausbert, fill i hereu de Sunyer, el 927 restaurà o reedificà Sant Martí d'Empúries, al costat de l'antiga ciutat.
L'any 915, a la mort de Sunyer, corregnaren els seus fills Benció i Gausbert. Benció morí el 916, i Gausbert governà sol fins al 931. El seu fill i hereu Gausfred I inicià el trasllat de la capital comtal a Castelló d'Empúries, que no fou definitiu fins al 1078 en temps d'Hug II, i afavorí el monestir de Sant Pere de Rodes, que esdevingué el més important del comtat. Hagué de mantenir -talment com el seu pare i els seus descendents- una constant vigilància davant la pirateria musulmana. Sembla que fou el primer comte emporità a intitular-se "per la gràcia de Déu" i el primer a encunyar moneda prescindint del nom del rei de França. A la mort de Gausfred, aquest va repartir els seus dominis entre dos fills, i així Empúries restà separada del Rosselló.

## Primera nissaga comtal
A la seva mort, el 991, el seu fill Hug I heretà el comtat d'Empúries (amb Peralada), i l'altre fill, Guislabert, el de Rosselló. La separació dels comtats fou definitiva, però restaren units per múltiples llaços jurídics, de propietat i de relacions íntimes durant més de dos segles, cosa que motivà nombrosos conflictes. Ja el 1014, en morir Guislabert, Hug I envaí el Rosselló. Hi intervingué Bernat Tallaferro de Besalú, com també l'abat Oliba, i Hug signà la pau amb el seu nebot Gausfred II de Rosselló el 1020.
El fill d'Hug I, Ponç I i el seu net Hug II propiciaren una etapa de tranquil·litat i prosperitat per al comtat. L'any 1035 el comte Hug I va vendre a la seva esposa, la comtessa Guisla, dos importants alous dels termes de Castelló i de Roses. Més tard, la comtessa cedia aquests dos alous i altres possessions al bisbe de Girona. D'aquesta forma, anava creixent la importància del bisbe dins el comtat d'Empúries, fet que, amb el temps, havia de ser fatal per a la primera dinastia comtal emporitana. A més, amb Hug I, s'inicià una llarga sèrie de disputes amb la casa comtal de Barcelona, per tal d'esdevenir hegemònica.

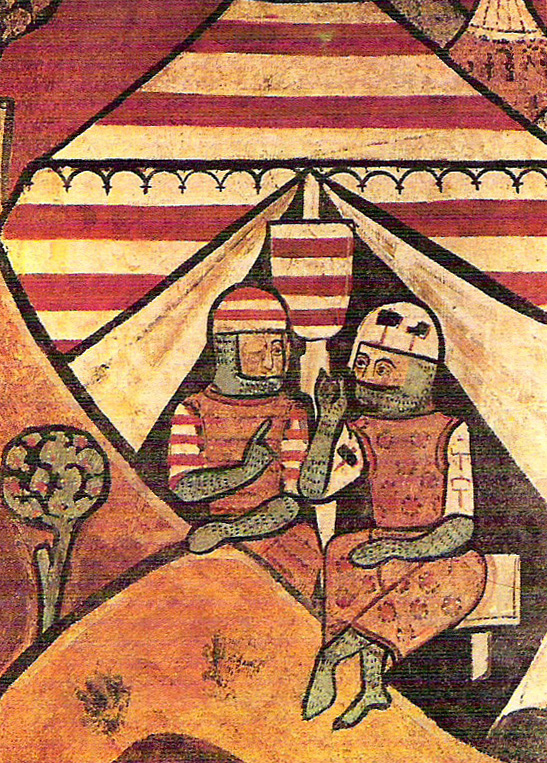
Hug IV d'Empúries i Pero Maça durant la croada contra Al-Mayūrqa

El 1078, Hug II feu el trasllat definitiu de la capital comtal a Castelló d'Empúries i fortificà la vila amb un recinte murat.
Ponç I inicià i feu consagrar, el 1064, l'església de Santa Maria de Castelló d'Empúries i fou el primer comte d'Empúries a retre vassallatge als comtes de Barcelona. En morir, deixà Peralada al seu segon fill, Berenguer, i la vila restà definitivament separada del comtat.
El govern de Ponç II fou poc favorable per al comtat a causa dels enfrontaments amb Ramon Berenguer III de Barcelona, els veïns senyors de Peralada i la seu de Girona. Ponç II s'hagué d'humiliar davant els comtes de Barcelona, als quals hagué de renovar vassallatge el 1123 i el 1138, que s'erigiren aquells en protectors dels feudals menys forts.
El comte Ponç III fou el primer a assistir a les corts catalanes, el 1197. Els conflictes amb el bisbat de Girona foren una constant de la història del comtat, talment com el vassallatge i l'amistat amb el casal de Barcelona, esdevingut clarament sobirà del comtat.
L'any 1218 Pons Hug III se va casar amb Maria de Vilademuls i així va incorporar al comtat d'Empúries la senyoria de La Roca d'Albera, de l'altre ban de l'Albera, avui a França, passat el castell de Requesens. Maria de Vilademuls era filla de Roger de Vilademuls, governador del comtat de Rosselló, i d'Alamanda de La Roca (casament l'any 1188). L'any 1164 Alamanda havia heretat la senyoria de son pare Bernat de La Roca. Roger de Vilademuls i Alamanda abandonaren el castell vell de "Roca vella" i feren construir el castell nou de La Roca (en gran part destruït pel Cardenal de Richelieu). Cap a l'any 1253 els comtes d'Empúries van acabar la construcció de l'imponent cellera castral a l'entorn del castell nou de La Roca. La sala d'arma és l'actual església Sant Feliu.
Durant el govern d'Hug IV el comtat participà en la tercera croada, en la batalla de les Navas de Tolosa i, potser, en la de Muret. També participà en la conquesta de Mallorca. El comte hi anà al capdavant d'un gran nombre d'empordanesos i hi morí. Molts dels seus súbdits es quedaren a l'illa per a repoblar-la. Ponç IV participà en la conquesta de València.
Hug V s'enemistà molt el 1274 amb Jaume I, i fou un dels principals elements de la lliga de barons agreujats amb el rei. El comte arribà a assetjar Figueres amb el seu exèrcit i s'endugué les portes d'aquella vila reial a Castelló. Després d'una forta lluita armada, Hug V fou vençut al Voló, al costat de Dalmau de Rocabertí, i s'hagué de sotmetre.

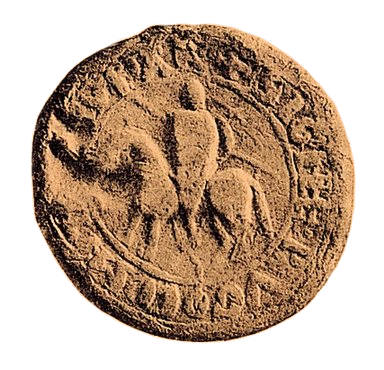
Segell de Ponç V d'Empúries

Durant la invasió francesa del 1285, Ponç V s'identificà plenament amb la causa de Pere el Gran i lluitaren plegats, fet pel qual aconseguí que el rei li retornés el vescomtat de Bas i altres castells que havia venut a aquell la seva mare, Sibil·la de Palau. Ponç V també lluità amb Jaume el Just en la Guerra de Sicília, fou almirall de la seva flota, i l'acompanyà en el seu retorn a Catalunya el 1291. El 1293 trencà amb el rei, en part a causa de l'amistat de Ponç V amb Frederic II de Sicília, i el 1300 li fou confiscat el vescomtat de Bas. S'enemistà amb els bisbes de Girona, que l'acusaven d'haver intentat enderrocar el seu castell de la Bisbal. També empitjoraren les relacions amb el comte de Barcelona quan apujà el preu de la sal de Castelló que es venia als súbdits del rei o de l'Església, i impedí l'exportació de viandes a terra reial. Tot plegat donà lloc a llargs processos davant la justícia reial. L'any 1305 una galera d'Empúries capturà, en la costa d'Andalusia, 65 súbdits del soldà de Granada, aliat de Jaume el Just en aquells moments. Aquest fet ho empitjorà tot. El rei preparà un exèrcit contra Empúries i el comte no tingué més remei que sotmetre's, a causa del fet que les seves rendes estaven totalment embargades pels jueus.
L'últim comte de la dinastia, Ponç VI Malgaulí, morí el 1322 sense fills i amb ell s'accentuà la decadència. La seva filla pòstuma Marquesa no tingué successió i va morir el 1327. L'herència va recaure en una branca lateral representada per Hug VI de Cardona.
El 1325, Hug VI va permutar el comtat per la baronia de Pego, la vila de Xaló i el llogaret de Laguar, al Regne de València, amb l'infant Pere I d'Empúries.

### Genealogia
El comte Sunyer I d'Empúries i Rosselló devia ser fill del comte Bel·ló de Carcassona i germà de Sunifred I de Barcelona.
Alaric I (casat amb Rotruda, que tingué una filla anomenada Anna i potser una altra, Ridlinda) era probablement germà de Sunyer I, encara que alguns el consideren un intrús.
Sunyer II i Delà, comtes conjunts d'Empúries i Rosselló, eren fills de Sunyer I i tenien una germana anomenada Garsenda (+ després del 930), que es va casar amb Guifré II Borrell de Barcelona. Delà es va casar amb Quíxol de Barcelona i van tenir dues filles: Ranlo, abadessa de Sant Joan de Ripoll (+ 890), i Virgília (+957), amistançada de Miró II de Cerdanya. Sunyer II es va casar amb Ermengarda i van tenir cinc fills: Gausbert I, Benció, Emerard, Gaudall i Arsenda.
Gausbert I va heretar els dos comtats i hi va associar al seu germà Benció, que va morir uns mesos després (+916). Aquest últim estava casat amb Godliana de Conflent i no va tenir successió. Dos germans, Emerard (+920) i Gaudall (+947), van ser bisbes d'Elna, al Rosselló. La germana, Arsenda, es va casar amb Francó II, vescomte de Narbona.
Gausbert I, casat amb Trudegarda, va tenir tres fills: Sunyer, de qui res se sap; Ermengarda (+994), casada amb Oliba Cabreta, comte de Cerdanya i Besalú; i Gausfred I, que el va succeir com a comte a Empúries i al Rosselló.
Gausfred I, casat en primeres noces amb Ava de Cerdanya o Guisla de Roerga i en segones noces amb Sibil·la, va tenir del primer enllaç quatre fills: Hug I, Guislabert I,
Sunyer i Guisla. Hug I va heretar Empúries i Peralada i Guislabert I, el Rosselló. Aquest últim es va casar amb Beliarda i ambdós són el tronc de la dinastia del Rosselló. Sunyer (+978) va ser bisbe d'Elna.
Hug I d'Empúries es va casar amb Guisla de Besiers i va tenir tres fills. D'un d'ells no se sap el nom, però sí que va tenir dues filles i un fill anomenat Guislabert. Un altre fill, Ramon (+1087), va ser bisbe d'Elna. I el tercer, Ponç I, va heretar el comtat.
Ponç I d'Empúries es va casar amb Adelaida de Besalú i va tenir set fills: Hug II, el successor a Empúries; Ermengol, senyor de Vilanova; Berenguer (+1098), que va adquirir, pel seu matrimoni amb Arsenda, el vescomtat de Peralada i les senyories de Quermançó i Rocabertí (originant la família vescomtal dels Rocabertí); Garsenda; Pere, abat de Sant Pere de Rodes; Guisla; i Ermessenda (+1120), senyora de Beuda i de Montagut, casada amb Udalard I de Milany, vescomte de Besalú.
Hug II d'Empúries va tenir com a muller Sança d'Urgell, amb qui va tenir el seu successor, Ponç II.
Ponç II d'Empúries es va casar amb Brunesilda i amb ella va tenir un fill, que el va succeir: Hug III.
Hug III d'Empúries va tenir per esposa Jussiana d'Entença, senyora d'Alcolea de Cinca, i van tenir dos fills i dues filles: Ponç III, el successor, Ponç Hug, que per la família Entença va ser senyor d'Alcolea del Cinca, Brunissenda i Maria, casada amb el vescomte Jofre II de Rocabertí.
Ponç III d'Empúries es va casar dues vegades: la primera amb Adelaida, probablement de la família dels Montcada, amb qui va tenir el seu successor, Hug IV. Es va casar en segones núpcies amb Ermessenda de Peratallada, amb la qual no se li coneix descendència.
Hug IV d'Empúries va contraure matrimoni amb Maria de Vilademuls, senyora de la baronia de Vilademuls, i van tenir dos fills: Ponç IV, successor al comtat; i Guillema, esposa de Berenguer de Cabrera (castlà del castell de Cabrera) i amistançada del rei Jaume el Just.
Ponç IV d'Empúries es va casar dues vegades, la primera amb Beneta de Torres, de la qual no va tenir fills, i la segona amb Teresa Fernández de Lara, amb qui va tenir quatre fills: Hug V, successor al comtat; Sibil·la, casada amb Ramon Folc V, vescomte de Cardona, branca a què retornarà el comtat; Ponç Hug; i una noia anomenada Major.
Hug V d'Empúries es va casar amb Sibil·la de Palau, vescomtessa de Bas, i van tenir tres fills: Ponç V, successor a Empúries; Hug de Bas (+1335), casat amb Violant i que va ser vescomte de Bas, comte de Squillace i senyor de Paternó, deixant només un fill il·legítim anomenat Ramon que va morir jove, poc després del 1326; i Ramon de Bas (+1339), prior de Catalunya de l'orde de l'Hospital i vescomte de Bas, que va fer testament a favor de l'orde (cosa que va permetre a l'orde reclamar drets sobre el comtat quan es va extingir la dinastia). Aquest Ramon va tenir una amistançada anomenada Guillema, amb qui va tenir un fill, Hug (+1326), que va ser senyor de Fortianell.
Ponç V d'Empúries es va casar amb Marquesa de Cabrera, vescomtessa de Cabrera, amb qui va tenir dos fills: Ponç VI Malgaulí, successor a Empúries; i Hug (+1309). També va tenir una filla il·legítima anomenada Blancaflor.
Ponç VI Malgaulí es va casar amb Elisabet de Sicília i van tenir només una filla, anomenada Marquesa, que va morir el 1327. A la mort del pare, la successió va plantejar problemes: dels tres fills de la generació anterior a Ponç VI, cap deixava successió (encara que l'orde de l'Hospital va reclamar el comtat com a hereu testamentari de Ramon, germà de Ponç V); s'havia d'anar a la generació anterior, la d'Hug IV, en què només Sibil·la havia tingut successió del seu matrimoni amb Ramon Folc V, vescomte de Cardona. Així, Empúries va passar a la descendència de Sibil·la, els vescomtes de Cardona.

## Segona nissaga comtal
Amb Pere I d'Empúries s'inicia la segona dinastia del comtat; amb l'ajuda del seu pare Jaume el Just, eludí les pretensions de l'orde de l'Hospital, que reclamava el comtat com a successor de Ramon d'Empúries, oncle de Ponç VI Malgaulí i prior dels hospitalers de Catalunya; reconstruí el palau comtal a Castelló i donà un gran impuls a l'obra de l'església de Santa Maria, que intentà de convertir en catedral i ressuscitar l'antic bisbat d'Empúries.
El 1341 permutà el comtat d'Empúries pel de Prades amb el seu germà Ramon Berenguer I, que protegí també Castelló i els drets del comtat. El 1364, renuncià al comtat a favor del seu fill Joan I.

Armes de Joan I d'Empúries: partit dimidiat, el primer d'or, quatre pals de gules, el segon faixat d'or i gules

Joan I acabà l'església de Santa Maria de Castelló i intentà un altre cop de recuperar l'antic bisbat d'Empúries, però topà amb l'oposició de la mitra de Girona. El 1364, va lluitar al costat de Pere III el Cerimoniós contra Castella a València i Aragó. Per la seva gran amistat amb l'infant Joan, s'oposà al casament del rei amb Sibil·la de Fortià i es rebel·là contra la seva autoritat.
El 1381, amb motiu d'haver-se enemistat amb Bernat Alemany d'Orriols, senyor de Foixà, parent de Sibil·la de Fortià, es rebel·la contra el rei Pere III. Les tropes reials aprofitaren el moment i entraren al comtat. La comtessa Joana intentà posar pau entre el seu marit i el seu pare, el rei Pere III, però fou humiliada per part d'aquest últim, i morí al cap de pocs dies (1384). El comte, llavors, demanà ajuda als gascons per continuar la guerra, però fou derrotat i va haver de capitular i el 1386 el comtat va ser unit a la corona. L'any següent li retornà a precs del papa, però el mateix 1387 el nou rei Joan el Caçador instruí un nou procés al comte Joan I, i el 1388 intentà d'envair el comtat. El 1389 signaren les paus. El 1395 el rei disputà novament amb el comte, i el 1396, en produir-se la invasió del comte Mateu I de Foix, el considerà sospitós i el reclogué a Castellví de Rosanes, on morí el 1398.
El succeí en el comtat el seu fill Joan II, que morí el 1401, i que nomenà hereu el seu germà Pere III, però cap d'aquests dos comtes no fou reconegut pel rei. Pere III morí al cap de 40 dies de la mort del seu germà.
Morts els dos darrers comtes sense descendència, ignorant les disposicions testamentàries i en virtut de la clàusula de l'acord del 1324 (quan es negociava la permuta amb Hug VI d'Empúries) i del contracte de permuta del 1341, que preveien sempre que en cas d'extinció de la línia directa el comtat revertia al domini reial, el rei Martí l'Humà integrà el comtat a la corona.

## Incorporació a la corona d'Aragó
El 1402, Martí l'Humà va integrar el comtat a la Corona d'Aragó, donant el títol de comtessa d'Empúries a la seva muller Maria de Luna, que ho va ser del 1402 al 1407. El 1409, el rei empenyorà diverses poblacions (Sant Martí d'Empúries, Garriguella, Llançà, Roses i Cadaqués, entre d'altres) a la Generalitat de Catalunya i la resta del comtat a la ciutat de Barcelona per 55.000 florins d'or; la corona, tanmateix, en conservava l'alta sobirania.

## Tercera nissaga comtal
El títol de comte d'Empúries fou concedit per Alfons el Magnànim al seu germà l'infant Enric, mort el 1445, que inicià la tercera dinastia emporitana.
L'any següent, la ciutat de Barcelona va renunciar als seus drets i el rei el va cedir el 1457 al seu nebot Enric d'Aragó i Pimentel conegut com l'infant Fortuna, primer duc de Sogorb. Fidel al rei, va perdre el comtat durant la guerra contra Joan II del 1472 al 1474 però el va recuperar. Va morir el 1522 i el va heretar el seu fill d'Alfons d'Aragó i Portugal, casat amb l'hereva de gran patrimoni dels Cardona, Joana. Amb ell, el comtat perdé el paper preponderant que havia tingut en temps del seu pare. El va heretar el fill Francesc d'Aragó i Cardona que va morir el 1572 sense fills i el va heretar la seva germana, Joana, casada amb Diego Fernández de Córdoba, marquès de Comares.
D'aquesta nissaga, passarà al segle xvii als ducs de Medinaceli, que encara el posseeixen actualment, juntament amb moltes propietats del comtat. El 1629, encara, les universitats del comtat d'Empúries instaren una causa per a unir-se a la corona, sense obtenir-ne gens d'èxit.

## L'arxiu del comtat
L'arxiu del comtat d'Empúries és un dels pocs fons documentals catalans creats pels primitius estats que van sorgir en època carolíngia. La seva formació es produí a l'entorn del segle xi, quan Ponç I d'Empúries decidí concentrar tota la documentació del seu estat al castell de Quermançó.
L'any 1325, l'arxiu va ser traslladat a l'edifici de la cúria de l'Audiència de Castelló d'Empúries, capital del comtat.
A partir del segle xvii, la complexa política matrimonial i l'entroncament dels comtes amb importants cases nobiliàries de tot Espanya, van fer que l'arxiu patís un seguit de trasllats per diferents indrets de la península; fins que el 1960 es va dipositar a la casa Pilatos de Sevilla, juntament amb un ampli conjunt d'arxius nobiliaris, formant el que es coneix com a Archivo ducal de Medinaceli.
Arran d'un conveni signat l'any 1987, entre la Generalitat de Catalunya i la Fundación Casa Ducal de Medinaceli, els fons catalans van ser microfilmats. Entre aquests arxius, hi havia el del comtat d'Empúries, una còpia del qual fou lliurada a l'Ajuntament de Castelló d'Empúries el juny del 2001.
Actualment aquest fons, en suport digital, es pot consultar a l'Arxiu Municipal de Castelló d'Empúries. Consta d'11.058 unitats documentals (anys 949-1760).